# Гуаймас
Гуа́ймас (исп. Guaymas), полное официальное наименование Эройка-Гуаймас (исп. Heroica Guaymas) — город в Мексике, штат Сонора, входит в состав муниципалитета Гуаймас и является его административным центром. Численность населения, по данным переписи 2020 года, составила 117 253 человека.

## Топонимика
Название Heroica Guaymas составное: Heroica с испанского языка — героический, было дано в память о защите города местными жителями от французских флибустьеров, произошедшее 13 июля 1854 года. Guaymas с языка народа сери можно перевести как — стреляющие стрелами в голову.

## История
Поселение было основано в 1701 году миссионерами-иезуитами во главе с Эусебио Кино и Хуаном Сальватьеррой как миссия Сан-Хосе-де-Гуаймас для евангелизации местного населения.
В 1769 году сюда прибыл Хосе Гальвес для организации поселения колонистов.
В 1823 году в порту Гуаймаса был организован пункт морской таможни.
13 июля 1854 года произошла Битва за Гуймас в которой свыше 400 солдат, преимущественно французов, атаковали порт с целью захватить его и искусственно создать Республику Сонора, на отторгнутых мексиканских территориях. Нападение было отбито мексиканским гарнизоном под командованием генерала Хосе Мария Яньеса при помощи гражданского населения, составлявшего тогда около 2000 человек.
В 1859 году Гуаймасу был присвоен статус города, а в 1862 году местный конгресс постановил добавить к названию фамилию генерала Игнасио Сарагоса, и называть его Гуаймас-де-Сарагоса.
В 1935 году городу присвоено звание героический в память о событиях 13 июля 1854 года — защиту города и порта от французских захватчиков, а название изменено на Эройка-Гуаймас.
Город обслуживает аэропорт Хосе Мария Яньес.